# Nematocampa expunctaria
Nematocampa expunctaria is een vlinder uit de familie van de spanners (Geometridae). De wetenschappelijke naam van de soort is voor het eerst geldig gepubliceerd in 1872 door Augustus Radcliffe Grote.